# 土崎站

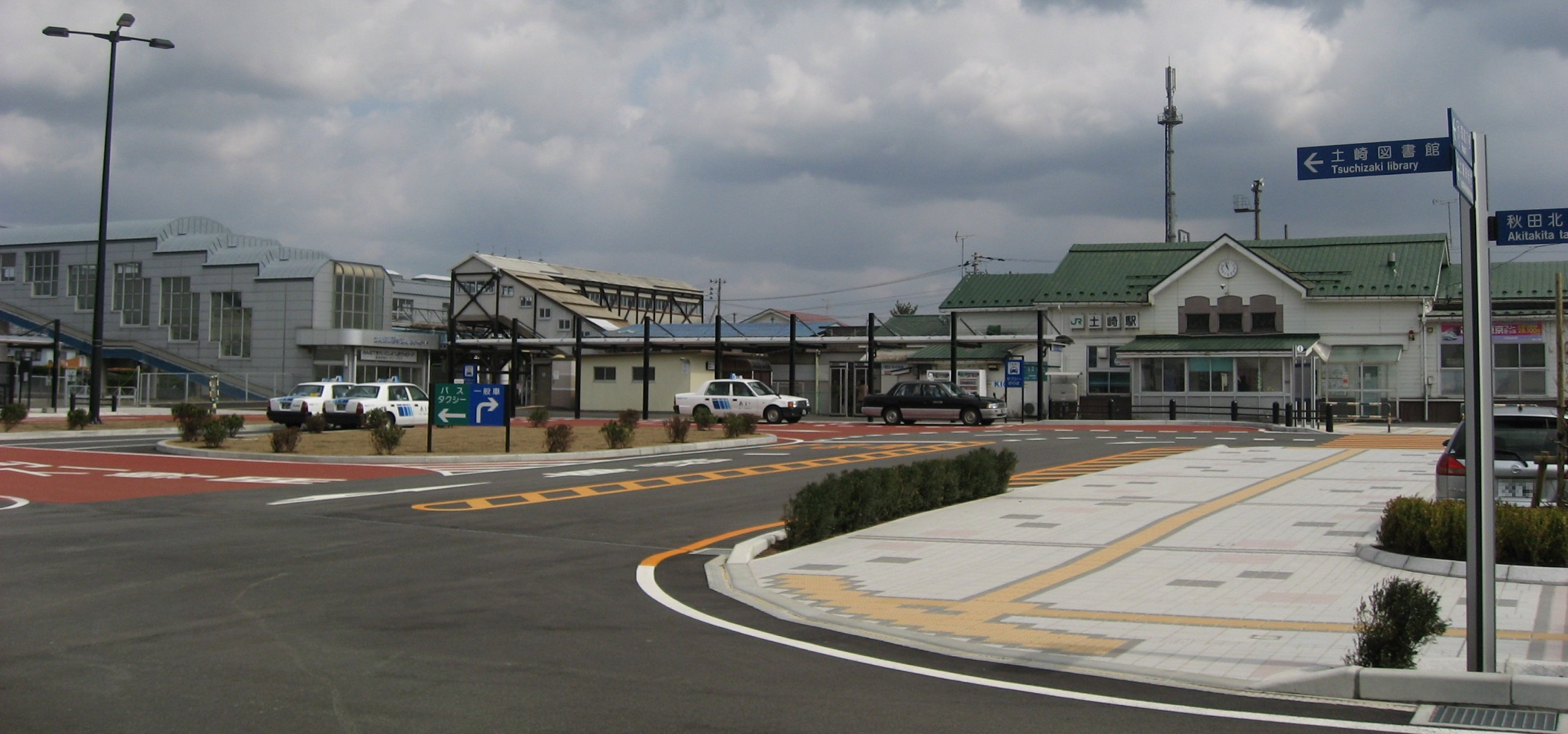
改造工程后站前情况（2010年3月）

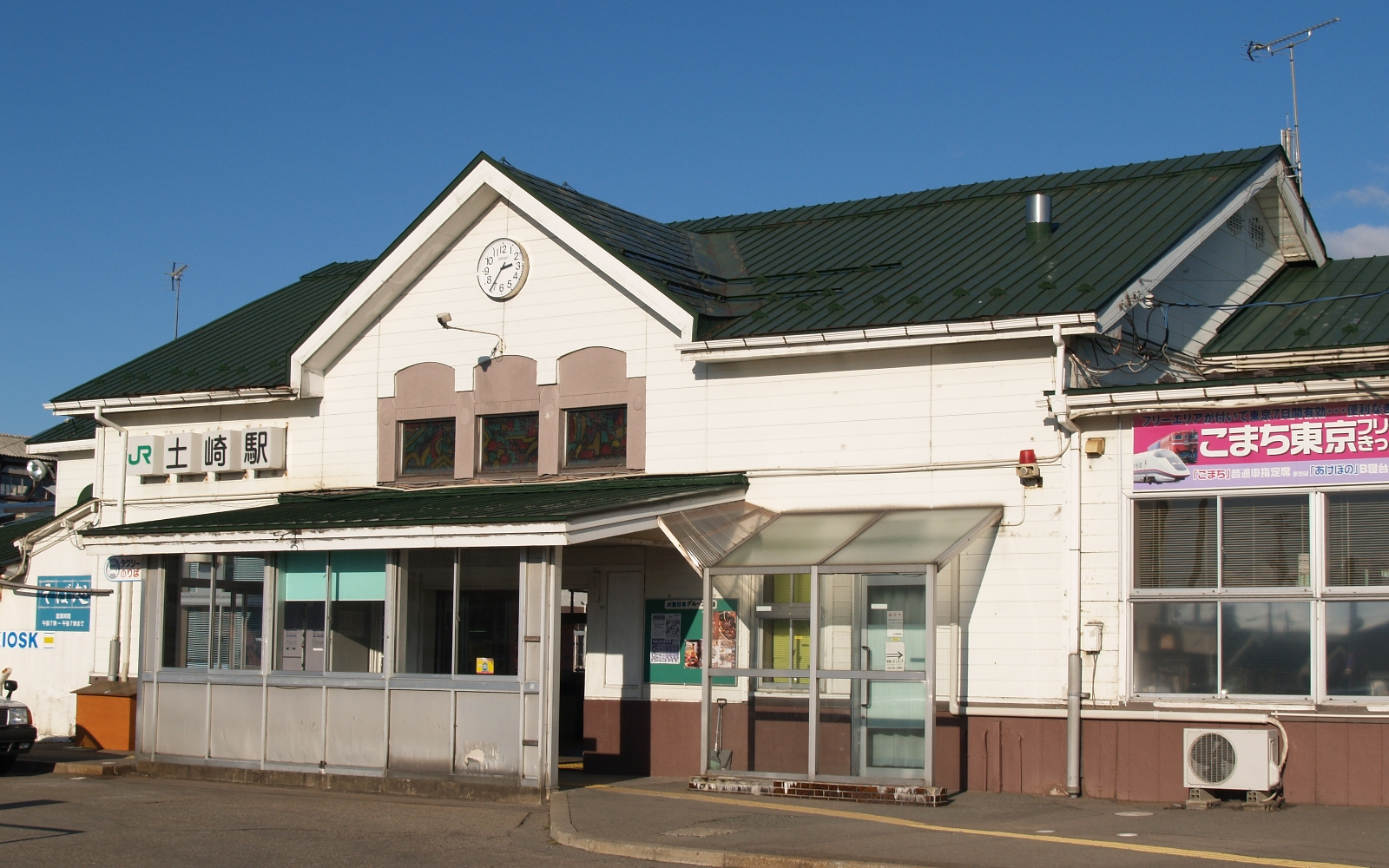
装修后站房（2008年11月）

土崎站（日语：／ Tsuchizaki eki */?）是位日本于秋田县秋田市土崎港，屬於东日本旅客铁道（JR東日本）和日本货物铁道 （JR貨物）共同使用的鐵路車站。

## 历史
- 1902年10月21日 - 车站投入运营[1]。
- 1926年10月 - 现存站房改建。
- 1967年4月14日 - 人行跨线桥完工，举行开通仪式[3]。
- 1964年2月10日 - 由信号场升级为上饭岛站。
- 1965年8月10日 - 举行开业纪念碑揭幕式[4]。
- 1987年4月1日 - 国铁分割民营化后成为JR东日本车站。
- 2006年3月30日 - 自动闸机、自动售票机投入运营。
- 2009年12月 - 站前广场改造竣工。
- 2011年4月 - 新跨线桥投入使用
- 2012年12月10日 - 站房装修工程竣工[5]。
- 2016年3月26日 - 成为快速列车停靠车站[6]。
- 2018年
  - 3月19日 - 站房抗震加固工程竣工[7]。
  - 3月25日 - 上午5时50左右，站房内食品店发生火灾，部分站房屋顶损坏。后重建了餐厅[8]。
  - 5月12日：伴随男鹿站业务委托化，成为男鹿线全线车站的管理站。
- 2023年5月27日：男鹿線及其途經的奧羽本線車站均可以使用「Suica」[9][10]。

## 車站結構
側式站台与岛式站台构成2台3線的地面車站。两站台通过跨线桥连接。
直营站。管理奥羽本线上饭岛站 - 八郎潟站区间各站以及男鹿线全部车站。

### 站台配置
| 站台 | 路线                    | 方向 | 目的地           |
| ---- | ----------------------- | ---- | ---------------- |
| 1    | ■奥羽本線               | 下行 | 東能代、弘前方向 |
| 1    | ■男鹿線                 | 下行 | 男鹿方向         |
| 2、3 | ■奥羽本線 （■含男鹿線） | 上行 | 秋田、大曲方向   |

## 使用情况
JR東日本2017年度1日平均乗車人数2,145人。秋田县内仅次于秋田站位于第2位。
| 年度   | 1日平均 乘车人数 | 参考          |
| ------ | ---------------- | ------------- |
| 2000年 | 2,636            | [ 客流量 2 ]  |
| 2001年 | 2,515            | [ 客流量 3 ]  |
| 2002年 | 2,456            | [ 客流量 4 ]  |
| 2003年 | 2,402            | [ 客流量 5 ]  |
| 2004年 | 2,372            | [ 客流量 6 ]  |
| 2005年 | 2,354            | [ 客流量 7 ]  |
| 2006年 | 2,313            | [ 客流量 8 ]  |
| 2007年 | 2,260            | [ 客流量 9 ]  |
| 2008年 | 2,248            | [ 客流量 10 ] |
| 2009年 | 2,221            | [ 客流量 11 ] |
| 2010年 | 2,248            | [ 客流量 12 ] |
| 2011年 | 2,229            | [ 客流量 13 ] |
| 2012年 | 2,285            | [ 客流量 14 ] |
| 2013年 | 2,316            | [ 客流量 15 ] |
| 2014年 | 2,152            | [ 客流量 16 ] |
| 2015年 | 2,175            | [ 客流量 17 ] |
| 2016年 | 2,148            | [ 客流量 18 ] |
| 2017年 | 2,145            | [ 客流量 1 ]  |

## 相鄰車站
東日本旅客鐵道
■奥羽本線、■男鹿线（秋田线 - 本站间为奥羽本线）
□快速、■普通
泉外旭川 -（（货）秋田貨運站）－土崎－上饭岛
日本货物铁道
秋田港货物支线
土崎－秋田港

### 使用情况
1. 1 2  . 東日本旅客鉄道.   [2019-02-19]. （原始内容存档于2019-03-22）.
2. ↑  . 東日本旅客鉄道.   [2019-02-19]. （原始内容存档于2019-03-28）.
3. ↑  . 東日本旅客鉄道.   [2019-02-19]. （原始内容存档于2019-03-28）.
4. ↑  . 東日本旅客鉄道.   [2019-02-19]. （原始内容存档于2019-03-28）.
5. ↑  . 東日本旅客鉄道.   [2019-02-19]. （原始内容存档于2019-03-28）.
6. ↑  . 東日本旅客鉄道.   [2019-02-19]. （原始内容存档于2019-03-28）.
7. ↑  . 東日本旅客鉄道.   [2019-02-19]. （原始内容存档于2019-03-28）.
8. ↑  . 東日本旅客鉄道.   [2019-02-19]. （原始内容存档于2019-03-28）.
9. ↑  . 東日本旅客鉄道.   [2019-02-19]. （原始内容存档于2019-03-28）.
10. ↑  . 東日本旅客鉄道.   [2019-02-19]. （原始内容存档于2019-03-28）.
11. ↑  . 東日本旅客鉄道.   [2019-02-19]. （原始内容存档于2019-03-28）.
12. ↑  . 東日本旅客鉄道.   [2019-02-19]. （原始内容存档于2019-03-28）.
13. ↑  . 東日本旅客鉄道.   [2019-02-19]. （原始内容存档于2019-03-28）.
14. ↑  . 東日本旅客鉄道.   [2019-02-19]. （原始内容存档于2019-03-22）.
15. ↑  . 東日本旅客鉄道.   [2019-02-19]. （原始内容存档于2016-03-04）.
16. ↑  . 東日本旅客鉄道.   [2019-02-19]. （原始内容存档于2019-03-22）.
17. ↑  . 東日本旅客鉄道.   [2019-02-19]. （原始内容存档于2019-03-22）.
18. ↑  . 東日本旅客鉄道.   [2019-02-19]. （原始内容存档于2019-03-22）.